# Wilfried Krause
Wilfried Krause (* 3. September 1948) ist ein ehemaliger deutscher Fußballspieler.

## Laufbahn
Der Mittelfeldspieler war von 1967 bis 1973 für Eintracht Gelsenkirchen in der damals zweitklassigen Regionalliga West aktiv und machte dort insgesamt 160 Spiele, in denen er 43 Tore erzielte. 1973 wechselte er in die Regionalliga Süd zum VfR Heilbronn, mit dem er sich im letzten Jahr der alten zweitklassigen Regionalliga, 1973/74, als Tabellenzwölfter für die neu geschaffene 2. Bundesliga qualifizierte. In der Saison 1974/75 versuchte Wilfried Krause an der Seite von Reinhold Fanz, Martin Kübler, Werner Haaga und Klaus Kubasik den Klassenerhalt des VfR zu bewerkstelligen. Dies gelang mit dem Erreichen des 17. Platzes aber nicht, Krause bestritt in der 2. Bundesliga Süd 23 Spiele und erzielte fünf Tore. 1976 holte ihn sein früherer Gelsenkirchener Trainer Friedel Elting zum amtierenden Niederrheinmeister 1. FC Bocholt in die Verbandsliga Niederrhein. Mit dem Verein stieg Wilfried Krause 1977 nach der erfolgreichen Aufstiegsrunde in die 2. Bundesliga Nord auf; dort kam er in der Saison 1977/78 nochmal auf 20 Spiele und zwei Tore. Nach dem direkten Wiederabstieg scheiterte er mit dem 1. FC Bocholt als Vizemeister der Oberliga Nordrhein 1978/79 hinter Rot-Weiß Oberhausen an der Rückkehr in die zweite Liga. In der Spielzeit 1979/80 wurde er in der Winterpause zunächst A-Jugendtrainer und dann Co-Trainer des Vereins und nahm somit noch am Titelgewinn 1980 teil.